# بنجامين لامبرت
بنجامين لامبرت (بالإنجليزية: Benjamin Lambert)‏ هو سياسي أمريكي، ولد في 29 يناير 1937 في ريتشموند في الولايات المتحدة، وتوفي بنفس المكان في 2 مارس 2014. حزبياً، نشط في الحزب الديمقراطي. وقد انتخب عضو مجلس ولاية فرجينيا.